# Allobracon quasiperpolitus
Allobracon quasiperpolitus is een insect dat behoort tot de orde vliesvleugeligen (Hymenoptera) en de familie van de schildwespen (Braconidae). De wetenschappelijke naam van de soort werd voor het eerst geldig gepubliceerd door Shimbori & Penteado-Dias in 2007.